# Рентон
Рентон (англ. Renton) — місто (англ. city) в США, в окрузі Кінг штату Вашингтон. Населення — 106 785 осіб (2020).

## Географія
Рентон розташований за 18 км на південний схід від центру Сіетла за координатами 47°28′34″ пн. ш. 122°11′31″ зх. д. / 47.47611° пн. ш. 122.19194° зх. д. (47.476075 - 122.192026).  За даними Бюро перепису населення США в 2010 році місто мало площу 60,96 км², з яких 59,88 км² — суходіл та 1,09 км² — водойми.

### Клімат
| Клімат : Рентон         | Клімат : Рентон | Клімат : Рентон | Клімат : Рентон | Клімат : Рентон | Клімат : Рентон | Клімат : Рентон | Клімат : Рентон | Клімат : Рентон | Клімат : Рентон | Клімат : Рентон | Клімат : Рентон | Клімат : Рентон | Клімат : Рентон |
| Показник                | Січ.            | Лют.            | Бер.            | Квіт.           | Трав.           | Черв.           | Лип.            | Серп.           | Вер.            | Жовт.           | Лист.           | Груд.           | Рік             |
| Абсолютний максимум, °C | 17,8            | 21,7            | 27,2            | 30,0            | 33,3            | 37,8            | 40,0            | 37,2            | 35,6            | 30,0            | 23,3            | 20,6            | 40,0            |
| Середній максимум, °C   | 6,1             | 8,3             | 12,2            | 16,1            | 19,4            | 22,2            | 26,1            | 26,7            | 22,8            | 16,7            | 11,1            | 7,2             | 16,3            |
| Середній мінімум, °C    | 0,0             | 1,7             | 3,9             | 5,6             | 8,3             | 11,7            | 13,3            | 13,9            | 10,6            | 6,7             | 3,9             | 1,1             | 6,7             |
| Абсолютний мінімум, °C  | −23,3           | −20,6           | −12,2           | −3,9            | −2,8            | 0,6             | 3,3             | 1,1             | −2,2            | −4,4            | −18,3           | −16,1           | −23,3           |
| Норма опадів, мм        | 135             | 114             | 104             | 74              | 53              | 43              | 23              | 30              | 46              | 86              | 155             | 147             | 942             |
| ----------------------- | --------------- | --------------- | --------------- | --------------- | --------------- | --------------- | --------------- | --------------- | --------------- | --------------- | --------------- | --------------- | --------------- |
| Джерело: Weather.com    |                 |                 |                 |                 |                 |                 |                 |                 |                 |                 |                 |                 |                 |

## Демографія
Згідно з переписом 2010 року, у місті мешкало 90 927 осіб у 36 009 домогосподарствах у складі 21 849 родин. Густота населення становила 1491 особа/км².  Було 38930 помешкань (639/км²).
Расовий склад населення:
| - 54,6 % — білих - 21,2 % — азіатів - 10,6 % — чорних або афроамериканців - 0,8 % — вихідців з тихоокеанських островів - 0,7 % — корінних американців - 6,2 % — осіб інших рас |

До двох чи більше рас належало 5,8 %. Частка іспаномовних становила 13,1 % від усіх жителів.
За віковим діапазоном населення розподілялося таким чином: 23,2 % — особи молодші 18 років, 66,7 % — особи у віці 18—64 років, 10,1 % — особи у віці 65 років та старші. Медіана віку мешканця становила 35,2 року. На 100 осіб жіночої статі у місті припадало 97,9 чоловіків;  на 100 жінок у віці від 18 років та старших — 96,0 чоловіків також старших 18 років.
Середній дохід на одне домашнє господарство  становив 81 564 долари США (медіана — 64 802), а середній дохід на одну сім'ю — 93 414 долари (медіана — 76 324). Медіана доходів становила 52 213 долари для чоловіків та 45 586 доларів для жінок. За межею бідності перебувало 12,2 % осіб, у тому числі 16,1 % дітей у віці до 18 років та 10,2 % осіб у віці 65 років та старших.
Цивільне працевлаштоване населення становило 51 427 осіб. Основні галузі зайнятості: освіта, охорона здоров'я та соціальна допомога — 19,3 %, виробництво — 13,8 %, роздрібна торгівля — 13,6 %.